# Puffinus mauretanicus
La berta delle Baleari (Puffinus mauretanicus Lowe, 1921) è un uccello della famiglia Procellariidae.

## Conservazione
La IUCN Red List classifica Puffinus mauretanicus come specie in pericolo critico di estinzione (Critically Endangered).